# Bourg-de-Péage
Bourg-de-Péage é uma comuna francesa na região administrativa de Auvérnia-Ródano-Alpes, no departamento de Drôme. Estende-se por uma área de 13,71 km². Em 2010 a comuna tinha 10 161 habitantes (densidade: 741,1 hab./km²).